# Мірошник Володимир Данилович
Мірошник Володимир Данилович (нар. 14 вересня 1926, м. Мерефа, Харківська область, УРСР — пом. 1994) м. Мерефа, Харківська область — секретар Нововодолазького райкому Комуністичної партії України, кавалер ордена Леніна (1976), Герой Соціалістичної Праці (1975).

## Біографія
Володимир Мірошник народився 14 вересня 1926 року в місті Мерефа Харківської області.
В роки Другої світової війни служив у винищувальному батальйоні, а пізніше, в окремому підрозділі зв'язку.
Після демобілізації працював на різних посадах в Лозовій, Мерефі та Харкові.
В січні 1965 року став секретарем Нововодолазького райкому Комуністичної партії України.
Через покращення економічного становища району в 1965 році був нагороджений орденом «Знак Пошани».
1971 року був нагороджений орденом Жовтневої Революції.
Він брав активну участь в суспільному житті району, області, обирався членом обкома партії, депутатом Нововодолазького райради.
Володимир Мірошник помер 1994 року в місті Мерефа Харківської області.

## Нагороди
Володимир Мірошник неодноразово нагороджувався медалями та орденами:
- Герой Соціалістичної Праці (1975)
- орден Леніна (1976)
- орден Жовтневої Революції (1971)
- орден Знак Пошани (1965)